# Площа Перемоги (Мінськ)
Площа Перемоги (біл. Плошча Перамогі) — площа в місті Мінськ, розташована на проспекті Незалежності, за заплавою річки Свіслоч між вулицями Захарова, Комуністична і Фрунзе. Сучасну назву площа отримала у 1958 році — на честь перемоги у німецько-радянській війні.
Площа Перемоги є візитною карткою Мінська. Через неї проходять паради і святкові ходи. Молодята роблять на ній знімок на своє весілля.

## Планування площі
Архітектурний ансамбль площі почав формуватися в кінці 1930-х років з будівництва двох дугоподібних будинків, звернених до центру міста (розпочаті 1939, закінчені в 1947). Площа має в плані прямокутник (225х175 м), що завершується з одного боку півкругом. Її простір розчленоване на дві частини — круглу і аванплощу. Композиційним центром є розташований посеред круглої частини площі Монумент Перемоги, який замикає перспективу проспекту Незалежності та вулиці Захарова. Це 38-метровий гранітний обеліск, увінчаний триметровим зображенням ордена Перемоги. На постаменті біля основи обеліска — священний меч Перемоги. Пам'ятник був споруджений в 1954 році на честь воїнів Радянської армії та партизанів Білорусі, загиблих у боях за визволення Білорусі.
По обидві сторони проспекту значно нижче його рівня між вулицями Захарова, Комуністичної та Фрунзе розбитий сквер партерного типу, уздовж нього поставлені житлові будинки, по три з кожного боку (1950—1956 рр). По кутах будинки увінчані вежами, а з південного боку з'єднані між собою колонадамі. Торцеву частину площі замикають з боку Комуністичної вулиці (колишня Захарьевска) Будинок-музей I з'їзду РСДРП (будівля відновлено в 1948 році), міст через річку Свіслоч (1951—1953 рр), а з боку вулиці Фрунзе монументальні ворота — головний вхід до Центрального дитячого парку.

## Відомі мешканці
На площі Перемоги на початку 1960 років після отримання політичного притулку в СРСР жив майбутній вбивця президента США Джона Кеннеді Лі Гарві Освальд.